# Liste der Mitglieder der Stadtverordnetenversammlung von Berlin (2. Wahlperiode)
Diese Liste führt alle Mitglieder des Stadtverordnetenversammlung von Groß-Berlin der 2. Legislaturperiode (1949–1951) auf. Für den Magistrat in dieser Legislaturperiode siehe Magistrat Reuter (West-Berlin).

## Vorstand
- Stadtverordnetenvorsteher: Otto Suhr (SPD)
- Stellvertreter des Stadtverordnetenvorstehers: Carl Rausch (CDU), ab Juni 1949: Agnes Katharina Maxsein (CDU); Rudolf Markewitz (LDP/FDP), ab September 1950: Fritz Hausberg (FDP)
- Schriftführer: Friedrich-Wilhelm Lucht (SPD); Georg von Broich-Oppert (CDU), ab März 1949: Alfred Rojek (CDU); Fritz Hausberg (LDP/FDP), ab September 1950 Magda Schroedter (FDP); Lydia Keil (SPD)

## Fraktionen
- SPD:
  - Vorsitzender: Franz Neumann
  - stellv. Vorsitzende: Otto Friedrich Bach, Curt Swolinzky und Edith Krappe
  - Geschäftsführerin: Edith Krappe
- CDU:
  - Vorsitzender: Kurt Landsberg, ab Januar 1950: Walther Schreiber
  - stellv. Vorsitzende: Walther Schreiber; ab Januar 1950: Kurt Landsberg und Agnes Katharina Maxsein; später: Agnes Katharina Maxsein und Anton Weber
  - Geschäftsführer: Heinrich Keul
- LDP/FDP:
  - Vorsitzender: Carl-Hubert Schwennicke
  - stellv. Vorsitzende: Hans Reif und Paul Ronge
  - Geschäftsführer: Karl Trucksaess

## Mitglieder
| Name                     | Lebensdaten | Partei           | Bemerkungen |
| ------------------------ | ----------- | ---------------- | --- |
| Elli Ackermann           | 1908–1980   | SED              | keine Parlamentsbeteiligung                                                                                     |
| Charles Andresen         | 1902–1973   | SPD              | am 17. März 1949 für Franz Hirschfeld nachgerückt                                                               |
| Gerhard Außner           | 1909–1974   | SPD              | |
| Otto Friedrich Bach      | 1899–1981   | SPD              | stellv. Fraktionsvorsitzender                                                                                   |
| Karl Bäßler              | 1915–1997   | SPD              | am 17. März 1949 für Helmut Mattis nachgerückt am 5. April 1950 ausgeschieden, Nachrücker: Hugo Scheibel        |
| Ella Barowsky            | 1912–2007   | FDP              | |
| Fritz Barthelmann        | 1892–1962   | SPD              | |
| Ottomar Batzel           | 1900–1971   | CDU              | am 27. Oktober 1949 für Jakob Kaiser nachgerückt                                                                |
| Johannes Behre           | 1897–1960   | SPD              | |
| Maria Bettinger          | 1905–1996   | SED              | keine Parlamentsbeteiligung                                                                                     |
| Wilhelm Birnbaum         | 1895–1980   | SPD              | am 4. März 1949 ausgeschieden (→ Bezirksamt), Nachrücker: Fritz Votava                                          |
| Heinz Blume              | 1919–1997   | SPD              | |
| Herbert Böhme            | 1907–1990   | SPD              | am 1. Februar 1949 ausgeschieden, Nachrücker: Rudolf Pamperrien                                                 |
| Erich Boettcher          | 1894–1963   | FDP              | |
| Josef Bossick            | 1889–1967   | SED              | keine Parlamentsbeteiligung                                                                                     |
| Georg von Broich-Oppert  | 1897–1979   | CDU              | |
| Otto Burgemeister        | 1883–1957   | SPD              | am 19. Januar 1949 ausgeschieden (→ Bezirksamt), Nachrücker: Alexander Voelker                                  |
| Roman Chwalek            | 1898–1974   | SED              | keine Parlamentsbeteiligung                                                                                     |
| Margret von der Decken   | 1886–1965   | CDU              | am 7. April 1949 für Walter Hahn nachgerückt                                                                    |
| Erich Deutsch            | 1899–1969   | SPD              | |
| Konrad Dickhardt         | 1899–1961   | SPD              | am 8. Februar 1949 ausgeschieden (→ Bezirksamt), Nachrücker: Herbert Ohning                                     |
| Hermann Drewitz          | 1887–1955   | CDU              | |
| Heinrich Droms           | 1887–1965   | SPD              | am 14. Februar 1949 für Walter Röber nachgerückt                                                                |
| Wilhelm Dumstrey         | 1899–1990   | CDU              | |
| Sally Fritz Engelbert    | 1886–1958   | FDP              | am 31. März 1949 für Anton Schöpke nachgerückt                                                                  |
| Margarete Fechner        | 1899–1983   | SPD              | am 10. Februar 1950 ausgeschieden, Nachrücker: Otto Theuner                                                     |
| Hermann Fischer          | 1900–1983   | FDP              | |
| Otto Flieger             | 1915–1981   | SPD              | am 14. Juli 1949 für Karl Lehrer nachgerückt am 2. Februar 1950 ausgeschieden, Nachrücker: Siegfried Nestriepke |
| Erwin Forst              | 1908–1994   | SPD              | |
| Walter Franke            | 1911–1981   | SPD              | |
| Ferdinand Friedensburg   | 1886–1972   | CDU              | Zweiter Bürgermeister                                                                                           |
| Paul Füllsack            | 1893–1957   | SPD              | Stadtrat für Ernährung                                                                                          |
| Willy Furchner           | 1892–1968   | SPD              | |
| Franz Ganschow           | 1908–1969   | SPD              | am 1. Februar 1949 für Max Ganschow nachgerückt                                                                 |
| Max Ganschow             | 1909–1966   | SPD              | am 1. Februar 1949 ausgeschieden (→ Bezirksamt), Nachrücker: Franz Ganschow                                     |
| Helene Gehse             | 1902–1982   | SPD              | am 14. Februar 1949 für Georg Stücklen nachgerückt                                                              |
| Herbert Geisler          | 1921–1986   | FDP              | |
| Ottomar Geschke          | 1882–1957   | SED              | keine Parlamentsbeteiligung                                                                                     |
| Jenny Graf               | 1887–1965   | CDU              | am 31. März 1949 ausgeschieden (→ Bezirksamt), Nachrückerin: Hilde Körber                                       |
| Otto Grigoleit           | 1893–1965   | FDP              | |
| Bruno Grüttner           | 1896–1981   | SPD              | am 19. Dezember 1949 ausgeschieden, Nachrücker: Willi Hübner                                                    |
| Walter Hahn              | 1894–1978   | CDU              | am 31. März 1949 ausgeschieden (→ Bezirksamt), Nachrückerin: Margret von der Decken                             |
| Fritz Hausberg           | 1880–1959   | FDP              | |
| Willy Henneberg          | 1898–1961   | SPD              | |
| Georg Hinzmann-Fürstenau | 1889–1972   | CDU              | |
| Franz Hirschfeld         | 1893–1979   | SPD              | am 3. März 1949 ausgeschieden (→ Bezirksamt), Nachrücker: Charles Andresen                                      |
| Christine Höger          | 1901–1982   | SPD              | |
| Willi Hübner             | 1896–1979   | SPD              | am 20. April 1950 für Bruno Grüttner nachgerückt                                                                |
| Emil Jermis              | 1896–1973   | SPD              | am 20. April 1950 für Walther G. Oschilewski nachgerückt                                                        |
| Oskar Juritko            | 1889–1967   | SPD              | |
| Jakob Kaiser             | 1888–1961   | CDU              | am 13. Oktober 1949 ausgeschieden, Nachrücker: Ottomar Batzel                                                   |
| Ella Kay                 | 1895–1988   | SPD              | |
| Lydia Keil               | 1907–1985   | SPD              | |
| Ludwig Keller            | 1888–1950   | SPD              | am 5. Oktober 1950 verstorben, Nachrücker: Alfred Pollak                                                        |
| Heinrich Keul            | 1918–1998   | CDU              | Parl. Geschäftsführer                                                                                           |
| Valentin Kielinger       | 1901–1969   | CDU              | am 14. Juli 1949 für Carl Rausch nachgerückt                                                                    |
| Gertrud Kirchhoff        | 1902–1966   | SPD              | am 1. Februar 1949 für Robert Rohde nachgerückt                                                                 |
| Gustav Klingelhöfer      | 1888–1961   | SPD              | Stadtrat für Wirtschaft                                                                                         |
| Katharina Klingelhöfer   | 1889–1977   | SPD              | |
| Hermann Knappe           | 1901–1984   | SPD              | |
| Wilhelm Königswarter     | 1890–1966   | SPD              | am 2. November 1950 für Werner Kreuziger nachgerückt                                                            |
| Hilde Körber             | 1906–1969   | CDU              | am 7. April 1949 für Jenny Graf nachgerückt am 11. März 1950 ausgeschieden, Nachrücker: Rudolf Luster           |
| Karl Konitzer            | 1895–1964   | CDU              | |
| Edith Krappe             | 1909–2006   | SPD              | stellv. Fraktionsvorsitzende                                                                                    |
| Max Kreuziger            | 1880–1953   | SED              | keine Parlamentsbeteiligung                                                                                     |
| Werner Kreuziger         | 1903–1999   | SPD              | am 5. August 1950 ausgeschieden, Nachrücker: Wilhelm Königswarter                                               |
| Lucia Krüger             | 1901–1986   | CDU              | |
| Friedrich Kruspi         | 1898–1965   | FDP              | |
| Walter Kunze             | 1884–1972   | CDU              | |
| Kurt Landsberg           | 1892–1964   | CDU fraktionslos | Fraktionsvorsitzender am 2. März 1950 Bekanntgabe des Ausscheidens aus der Fraktion                             |
| Erich Lange              | 1908–1954   | SPD              | |
| Max Lange                | 1905–1952   | SPD              | |
| Bruno Laws               | 1905–1949   | SPD              | am 14. Januar 1949 verstorben, Nachrückerin: Hildegard Marx ist infolge Krankheit nie verpflichtet worden       |
| Annedore Leber           | 1904–1968   | SPD              | |
| Karl Lehrer              | 1905–1949   | SPD              | am 27. Juni 1949 verstorben, Nachrücker: Otto Flieger                                                           |
| Bruno Lösche             | 1898–1963   | SPD              | am 3. Februar 1949 ausgeschieden (→ Bezirksamt), Nachrücker: Paul Muckenhaupt                                   |
| Siegfried Loewenthal     | 1874–1951   | CDU              | |
| Friedrich-Wilhelm Lucht  | 1905–1975   | SPD              | |
| Hilde Lucht-Perske       | 1902–1973   | SPD              | |
| Erich Lück               | 1907–1959   | SPD              | |
| Marie-Elisabeth Lüders   | 1878–1966   | FDP              | Stadträtin für Sozialwesen                                                                                      |
| Rudolf Luster            | 1921–2000   | CDU              | am 6. April 1950 für Hilde Körber nachgerückt                                                                   |
| Rudolf Markewitz         | 1898–1975   | FDP              | |
| Karl Maron               | 1903–1975   | SED              | keine Parlamentsbeteiligung                                                                                     |
| Hildegard Marx           | 1912–1992   | SPD              | am 3. März 1949 für Bruno Laws nachgerückt                                                                      |
| Kurt Mattick             | 1908–1986   | SPD              | |
| Helmut Mattis            | 1905–1987   | SPD              | am 27. Januar 1949 ausgeschieden (→ Bezirksamt), Nachrücker: Karl Bäßler                                        |
| Agnes Katharina Maxsein  | 1904–1991   | CDU              | |
| Walter May               | 1900–1953   | SPD              | Stadtrat für Volksbildung                                                                                       |
| Franz Karl Meyer         | 1906–1983   | SPD              | |
| Ernst Moewes             | 1885–1971   | SPD              | |
| Paul Muckenhaupt         | 1901–1977   | SPD              | am 14. Februar 1949 für Bruno Lösche nachgerückt                                                                |
| Gertrud Müller           | 1911–1992   | SPD              | am 1. Februar 1949 für Georg Ramin nachgerückt                                                                  |
| Anna Nemitz              | 1873–1962   | SPD              | |
| Siegfried Nestriepke     | 1885–1963   | SPD              | am 20. April 1950 für Otto Flieger nachgerückt                                                                  |
| Franz Neumann            | 1904–1974   | SPD              | Fraktionsvorsitzender                                                                                           |
| Herbert Ohning           | 1906–1959   | SPD              | am 17. Februar 1949 für Konrad Dickhardt nachgerückt                                                            |
| Meta Omankowsky          | 1902–1984   | SPD              | |
| Walther G. Oschilewski   | 1904–1987   | SPD              | am 1. März 1950 ausgeschieden, Nachrücker: Emil Jermis                                                          |
| Rudolf Pamperrien        | 1896–1973   | SPD              | am 17. Februar 1949 für Herbert Böhme nachgerückt                                                               |
| Horst Peschke            | 1914–1991   | FDP              | |
| Erika Pflamm             | 1907–1987   | CDU              | |
| Gustav Pietsch           | 1891–1956   | SPD              | am 17. Februar 1949 für Erna Wiechert nachgerückt                                                               |
| Alfred Pollak            | 1904–1988   | SPD              | am 2. November 1950 für Ludwig Keller nachgerückt                                                               |
| Wilhelm Pomezny          | 1887–1958   | SPD              | am 1. September 1949 für Wilhelm Urban nachgerückt                                                              |
| Susanne Räder-Großmann   | 1901–1971   | SPD              | |
| Georg Ramin              | 1899–1957   | SPD              | am 21. Januar 1949 ausgeschieden (→ Bezirksamt), Nachrückerin: Gertrud Müller                                   |
| Carl Rausch              | 1889–1949   | CDU              | am 7. Juni 1949 verstorben, Nachrücker: Valentin Kielinger                                                      |
| Hans Reif                | 1899–1984   | FDP              | stellv. Fraktionsvorsitzender                                                                                   |
| Ernst Reuter             | 1889–1953   | SPD              | Oberbürgermeister                                                                                               |
| Charlotte Rieken         | 1909–1996   | SPD              | |
| Walter Röber             | 1894–1964   | SPD              | am 27. Januar 1949 ausgeschieden (→ Bezirksamt), Nachrücker: Heinrich Droms                                     |
| Robert Rohde             | 1900–1958   | SPD              | am 31. Januar 1949 ausgeschieden, Nachrückerin: Gertrud Kirchhoff                                               |
| Alfred Rojek             | 1897–1975   | CDU              | |
| Paul Ronge               | 1901–1965   | FDP              | stellv. Fraktionsvorsitzender                                                                                   |
| Peter Rosenzweig         | 1890–1952   | SPD              | |
| Georg Rückeis            | 1888–1975   | SPD              | Hauptschulrat                                                                                                   |
| Werner Rüdiger           | 1901–1966   | SPD              | 1949 trotz Immunität verhaftet                                                                                  |
| Arthur Sadina            | 1881–1971   | SPD              | |
| Ernst Scharnowski        | 1896–1985   | SPD              | |
| Hugo Scheibel            | 1884–1971   | SPD              | am 1. Juni 1950 für Karl Bäßler nachgerückt                                                                     |
| Julius Schellin          | 1880–1962   | CDU              | |
| Alfred Schmidt           | 1908–1978   | SPD              | |
| Anna Schmidt             | 1889–1955   | SPD              | am 27. März 1950 ausgeschieden, Nachrücker: Karl Schober                                                        |
| Waldemar Schmidt         | 1909–1975   | SED              | keine Parlamentsbeteiligung                                                                                     |
| Karl Schober             | 1898–1973   | SPD              | am 20. April 1950 für Anna Schmidt nachgerückt                                                                  |
| Annaliese Schönau        | 1907–1977   | SPD              | |
| Anton Schöpke            | 1904–1955   | FDP              | am 14. März 1949 ausgeschieden, Nachrücker: Sally Fritz Engelbert                                               |
| Arno Scholz              | 1904–1971   | SPD              | |
| Walther Schreiber        | 1884–1958   | CDU              | stellv. Fraktionsvorsitzender                                                                                   |
| Louise Schroeder         | 1887–1957   | SPD              | Erste Bürgermeisterin                                                                                           |
| Magda Schroedter         | 1888–1962   | FDP              | |
| Richard Schröter         | 1892–1977   | SPD              | |
| Carl-Hubert Schwennicke  | 1906–1992   | FDP              | Fraktionsvorsitzender                                                                                           |
| Horst Simanowski         | 1919–1994   | SPD              | |
| Kurt Stadie              | 1896–1954   | CDU              | |
| Erich Steinbeck          | 1892–1960   | CDU              | |
| Rudolf Steinig           | 1895–1972   | CDU              | |
| Viktor Stolzmann         | 1882–1959   | CDU              | |
| Georg Stücklen           | 1890–1974   | SPD              | am 3. Februar 1949 ausgeschieden (→ Bezirksamt), Nachrückerin: Helene Gehse                                     |
| Otto Suhr                | 1894–1957   | SPD              | Stadtverordnetenvorsteher                                                                                       |
| Curt Swolinzky           | 1887–1967   | SPD              | stellv. Fraktionsvorsitzender                                                                                   |
| Luise Sydow              | 1885–1972   | SED              | keine Parlamentsbeteiligung                                                                                     |
| Herbert Theis            | 1906–1972   | SPD              | |
| Otto Theuner             | 1900–1980   | SPD              | am 9. März 1950 für Margarete Fechner nachgerückt                                                               |
| Joachim Tiburtius        | 1889–1967   | CDU              | |
| Wilhelm Urban            | 1908–1973   | SPD              | am 11. Juli 1949 ausgeschieden (→ Bezirksamt), Nachrücker: Wilhelm Pomezny                                      |
| Alexander Voelker        | 1913–2001   | SPD              | am 14. Februar 1949 für Otto Burgemeister nachgerückt                                                           |
| Fritz Votava             | 1906–1989   | SPD              | am 17. März 1949 für Wilhelm Birnbaum nachgerückt                                                               |
| Anton Weber              | 1890–1969   | CDU              | |
| Erich Weber              | 1901–1972   | FDP              | |
| Friedrich Weigelt        | 1899–1986   | SPD              | |
| Erna Wiechert            | 1905–1974   | SPD              | am 28. Januar 1949 ausgeschieden (→ Bezirksamt), Nachrücker: Gustav Pietsch                                     |
| Ernst Wildangel          | 1891–1951   | SED              | keine Parlamentsbeteiligung                                                                                     |
| Rudolf Will              | 1893–1963   | FDP              | |
| Otto Winzer              | 1902–1975   | SED              | keine Parlamentsbeteiligung                                                                                     |
| Rudolf Wissell           | 1902–1985   | SPD              | |
| Ida Wolff                | 1893–1966   | SPD              | |
| Jeanette Wolff           | 1888–1976   | SPD              | |
| Adolf Wuschick           | 1870–1955   | SPD              | |